# Котельники (станція метро)
«Котельники» (рос. Котельники) — кінцева станція південно-східного радіуса Тагансько-Краснопресненської лінії Московського метрополітену, Була відкрита 21 вересня 2015 року. Станція розташована за станцією «Жулебіно» на території міста Котельники Московської області (мікрорайон «Дослідне поле»), з виходами до району Вихіно-Жулебіно ПСАО міста Москви і мікрорайон «Городок Б» міста Люберці Московської області. На момент відкриття є другою станцією, розташованою за межами адміністративних меж Москви (після «М'якініно»; крім того, станція «Новокосино», хоча розташована у Москві, має вихід і до Московської області).

## Технічна характеристика та оздоблення
Конструкція станції — двопрогінна колонна мілкого закладення (глибина закладення — 15 м) з острівною прямою платформою.
У конструкціях вона аналогічна сусідній «Жулебіно», але в плані оформлення представляє більш яскравіші відтінки, округлені колони і рівну, пряму стелю. Елементи оздоблення стін — мідь і сіро-жовтий мармур. Підлога оброблена червоним гранітом.

## Вестибюлі
Станція має два підземні вестибюля, що мають по два виходи кожен. Північно-західний вихід розташований біля 6-ого мікрорайону Жулебіно і має окремий вихід до «Містечка Б» міста Люберці. Східний вихід веде в обидва напрямки по південній стороні Новорязанського шосе і планується як доступ до майбутнього ТПУ.

## Колійний розвиток

Схема колійного розвитку станції Котельники

Станція з колійним розвитком — 6 стрілочних переводів, перехресний з'їзд, 2 станційні колії для обороту і відстою рухомого складу і 2 колії для відстою рухомого складу.
На станції уперше в Московському метрополітені укладений перехресний з'їзд на бетонних напівшпалках.

## Ресурси Інтернету
- Сайт Московського метрополитену [Архівовано 15 лютого 2012 у Wayback Machine.]
- Сайт «Метрострой» [Архівовано 26 лютого 2021 у Wayback Machine.]
- Форум «Наш транспорт» [Архівовано 25 вересня 2015 у Wayback Machine.]
- Форум «Новостройки города Котельники» [Архівовано 25 вересня 2015 у Wayback Machine.]

55°40′27″ пн. ш. 37°51′30″ сх. д. / 55.67417° пн. ш. 37.85833° сх. д.
| Попередня станція | Лінія | Лінія                             | Лінія | Наступна станція |
| ----------------- | ----- | --------------------------------- | ----- | ---------------- |
| Жулебіно          |       | Тагансько-Краснопресненська лінія |       | Кінцева          |